# Doris Wagner
Pour les articles homonymes, voir Wagner.
Doris Wagner, née en 1983 à Ansbach, est une théologienne, philosophe et autrice allemande. Elle a fait partie de la communauté  L'Œuvre. Elle est victime d'abus sexuel dans l'Église catholique romaine, qu'elle dénonce à partir de 2014, notamment à travers ses écrits.

## Biographie
Doris Wagner est issue d'une famille chrétienne pratiquante. Quand elle a 15 ans, sa famille luthérienne se convertit au catholicisme. Adolescente, elle décide d'entrer dans un monastère. Doris Wagner rejoint la Famille spirituelle L’Œuvre à l'âge de 19 ans, après avoir obtenu son diplôme d'études secondaires en 2002. Elle travaille de nombreuses années au bureau communautaire de Rome. Elle subit de nombreuses violences psychologiques et sexuelles.
En 2003, alors qu'elle prononce ses vœux, Doris Wagner est violée par le supérieur de la communauté romaine. Ensuite, le prêtre Hermann Geissler, un autre responsable de L’Œuvre, demande à être son confesseur et se sert de cette position pour lui faire des attouchements et l’agresser sexuellement. Quand elle en fait part à sa supérieure, celle-ci lui répond  « qu’il avait une certaine faiblesse pour les femmes et que nous devions essayer de supporter cela ». Le 17 mai 2019, Hermann Geissler est acquitté par le Tribunal suprême de la Signature apostolique.
En 2011, Doris Wagner quitte la vie religieuse et fonde une famille. En 2014, elle continue ses études de théologie en Allemagne et publie une autobiographie Nicht mehr ich. Die wahre Geschichte einer jungen, révélant les violences sexuelles dont elle est victime.
En 2018, elle écrit avec Klaus Mertes Spiritueller Missbrauch in der katholischen Kirche, publié par Herder Verlag. Jochen Sautermeister a écrit un épilogue à ce sujet. Au début de 2019, elle dialogue avec le cardinal Christoph Schönborn, archevêque de Vienne, au sujet des abus commis dans l'église catholique. Cet entretien filmé a été intégré dans un documentaire et diffusée par BR Television,.
Doris Wagner est l'une des cinq protagonistes du film #Female Pleasure, qui est sorti à l'automne 2018, et l'une des protagonistes du documentaire Religieuses abusées, l'autre scandale de l'Église, diffusé sur Arte  le 5 mars 2019. À la suite d'une plainte d'un prêtre, Arte est contrainte de ne plus diffuser en ligne le documentaire.

## Publications
- (de) Nicht mehr ich. Die wahre Geschichte einer jungen, Vienne, édition a, 2014  (ISBN 978-3-99001-109-6).
- (de) (avec Klaus Mertes) Spiritueller Missbrauch in der katholischen Kirche, Fribourg, 2019  (ISBN 978-3-451-38426-4).